# Les Roseaux
Les Roseaux (en criollo haitiano Wozo) es una comuna de Haití que está situada en el distrito de Corail, del departamento de Grand'Anse.

## Secciones
Está formado por las secciones de:
- Carrefour Charles (también denominada Jacqui)
- Fond Cochon (también denominada Lopineau)
- Grand Vincent
- Les Gommiers (que abarca la villa de Les Roseaux)

## Demografía
| Gráfica de evolución demográfica de Les Roseaux entre 2009 y 2015 |
|                                                                   |

Los datos demográficos contemplados en este gráfico de la comuna de Les Roseaux son estimaciones que se han cogido de 2009 a 2015 de la página del Instituto Haitiano de Estadística e Informática (IHSI). 